# Antonio Socci
Antonio Socci (ur. 18 stycznia 1959 w Sienie) – włoski pisarz, dziennikarz i publicysta katolicki.

## Publikacje
- Obiettivo Tarkovskij. L'opera, la spiritualita, il pensiero di un grande del cinema del '900, Milano, Editoriale italiana, 1987. Prefazione di Krzysztof Zanussi
- Tredici anni della nostra storia. 1974-1987, Milano, Editoriale italiana, supplemento a Il Sabato n. 13, 1988. Con Roberto Fontolan. Introduzione di Augusto del Noce
- Pio IX e Garcia Moreno. Il papa scomodo e il presidente cattolico, Caltanissetta, Krinon, 1988. Con Rino Cammilleri
- Il gigante e la cascina. Che cosa succede quando una libera iniziativa rompe la regola della spartizione? Storia di un gruppo di giovani romani e del loro scontro con il Palazzo, Milano, Editoriale italiana, supplemento a Il Sabato n. 35, 1989. A cura di Antonio Socci. Introduzione di Giancarlo Cesana
- La societa dell'allegria. Il partito piemontese contro la chiesa di don Bosco, Milano, SugarCo, 1989. Ripubblicato nel 2004 come La dittatura anticattolica. Il caso don Bosco e l'altra faccia del Risorgimento
- Cristiani. L'avventura umana di 14 santi, Roma, Nuova cultura, 1991. Prefazione del cardinale Hans Hermann Groër
- Cristiani. Vite di santi, Roma, Nuova cultura, 1993. Con Lorenzo Cappelletti
- C'era una volta il sacro. Stupidario ecclesiastico, Milano, Bompiani, 1994. Prefazione di Vittorio Messori. ISBN 88-452-2189-X
- I nuovi perseguitati. Indagine sulla intolleranza anticristiana nel nuovo secolo del martirio, Casale Monferrato, Piemme, 2002. ISBN 978-88-384-6953-4
- Uno strano cristiano. Incontrare Dio nel mondo di oggi: le ragioni di una fede che cambia la vita, Milano, Rizzoli, 2003. ISBN 978-88-17-87287-4. Autobiografia. Ha ottenuto il Premio Basilicata
- In difesa della vita. Legge 40, fecondazione assistita e mass media, Casale Monferrato, Piemme, 2005. Con Carlo Casini. ISBN 978-88-384-1055-0
- Mistero Medjugorje, Casale Monferrato, Piemme, 2005. ISBN 978-88-384-8493-3. Libro inchiesta di notevole successo
- Com'è bello il mondo, com'è grande Dio. Ipotesi sul nuovo millennio, Casale Monferrato, Piemme, 2005. ISBN 978-88-384-8494-0
- Santi secondo me, Casale Monferrato, Piemme, 2006. ISBN 978-88-384-8606-7
- Il genocidio censurato. Aborto: un miliardo di vittime innocenti, Casale Monferrato, Piemme, 2006. ISBN 978-88-384-8605-0
- Il quarto segreto di Fatima, Milano, Rizzoli, 2006. ISBN 978-88-17-02227-9
- Il segreto di Padre Pio, Milano, Rizzoli, 2007. ISBN 978-88-17-01841-8
- Indagine su Gesù, Milano, Rizzoli, 2008. ISBN 978-88-17-02590-4
- I segreti di Karol Wojtyla, Milano, Rizzoli, 2009. ISBN 978-88-17-03283-4